# St. Maximin (Rommersheim)

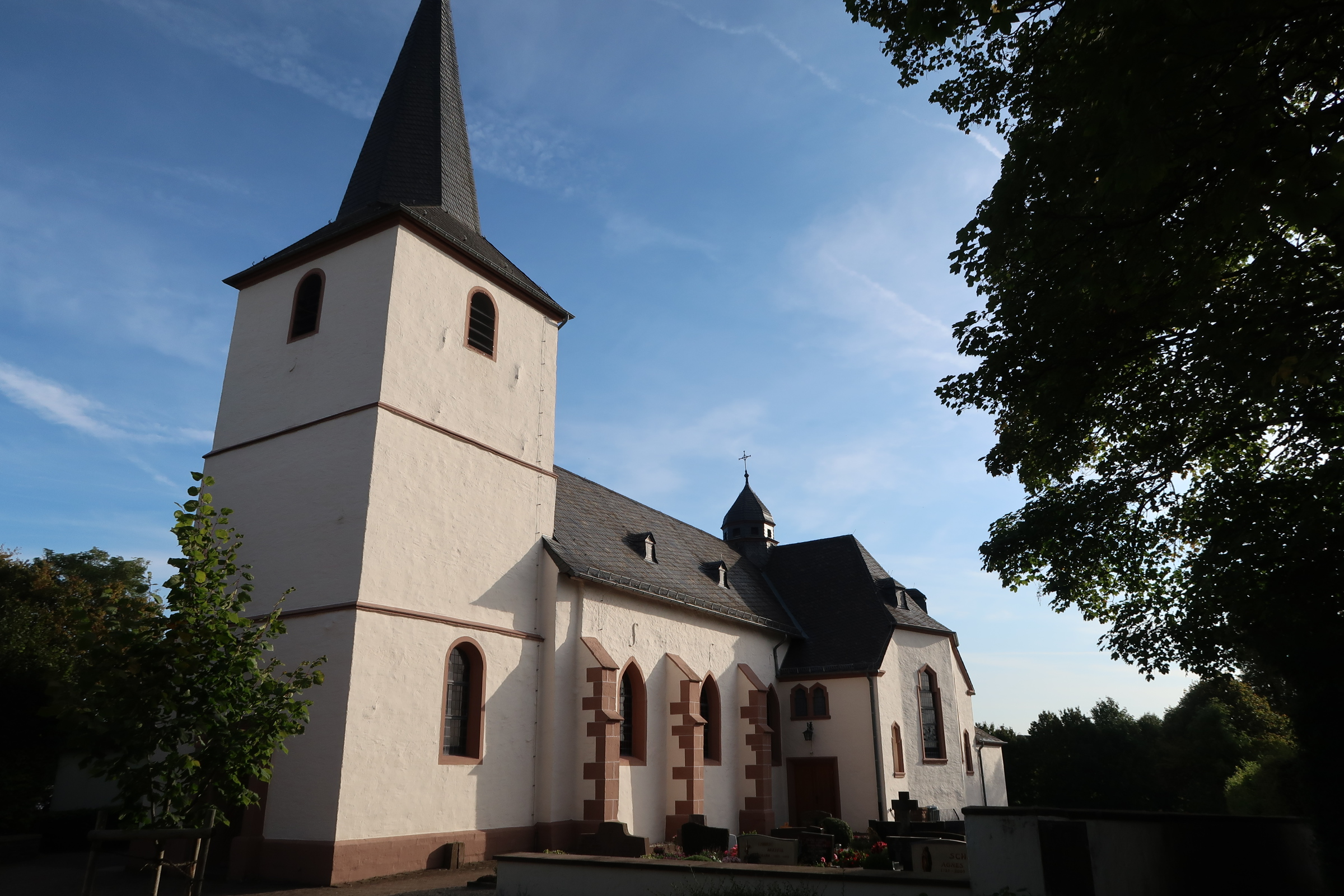
Spätgotische Kirche Sankt Maximin

St. Maximin ist die römisch-katholische Pfarrkirche der Ortsgemeinde Rommersheim im Eifelkreis Bitburg-Prüm in Rheinland-Pfalz.

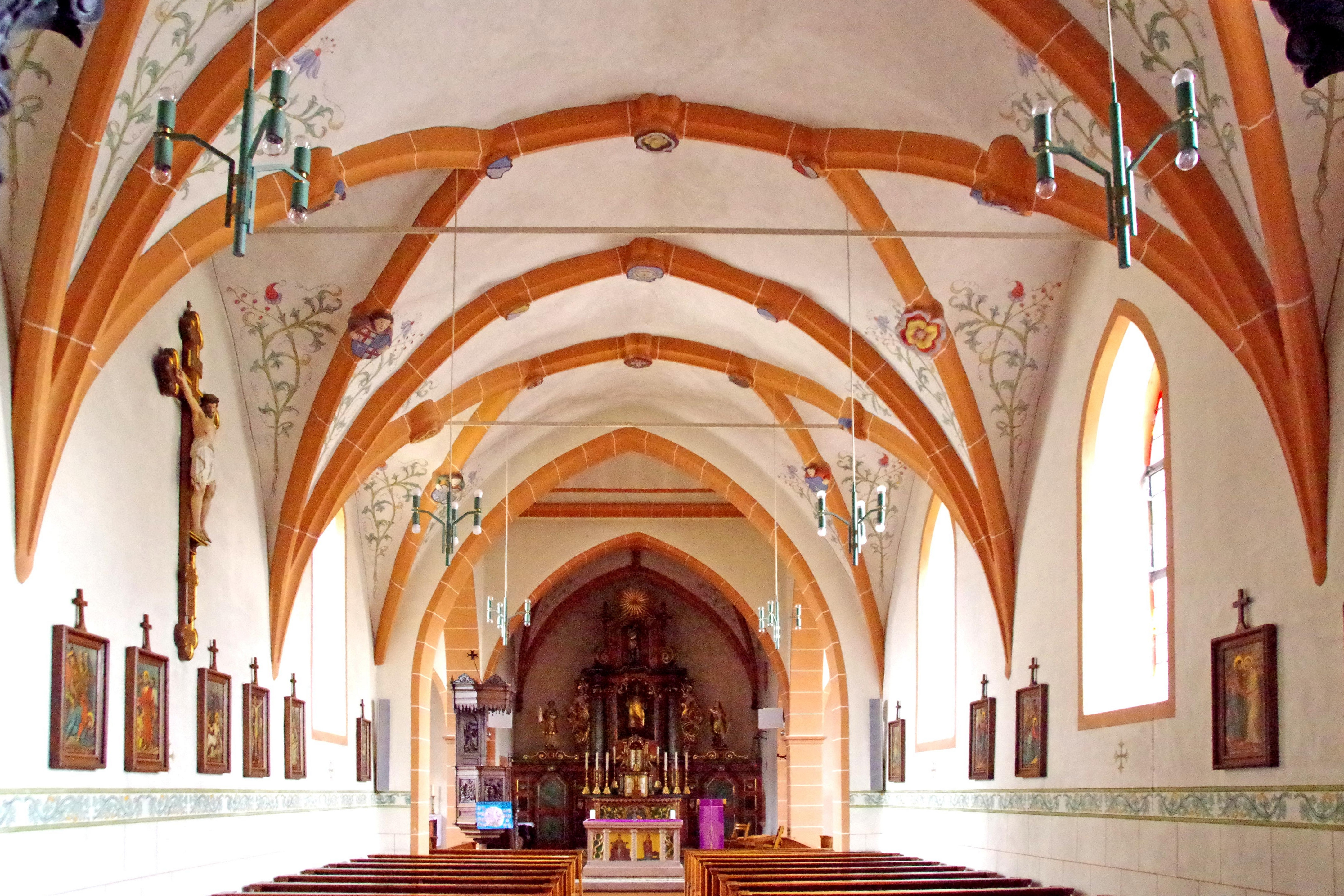
Gotischer Innenraum

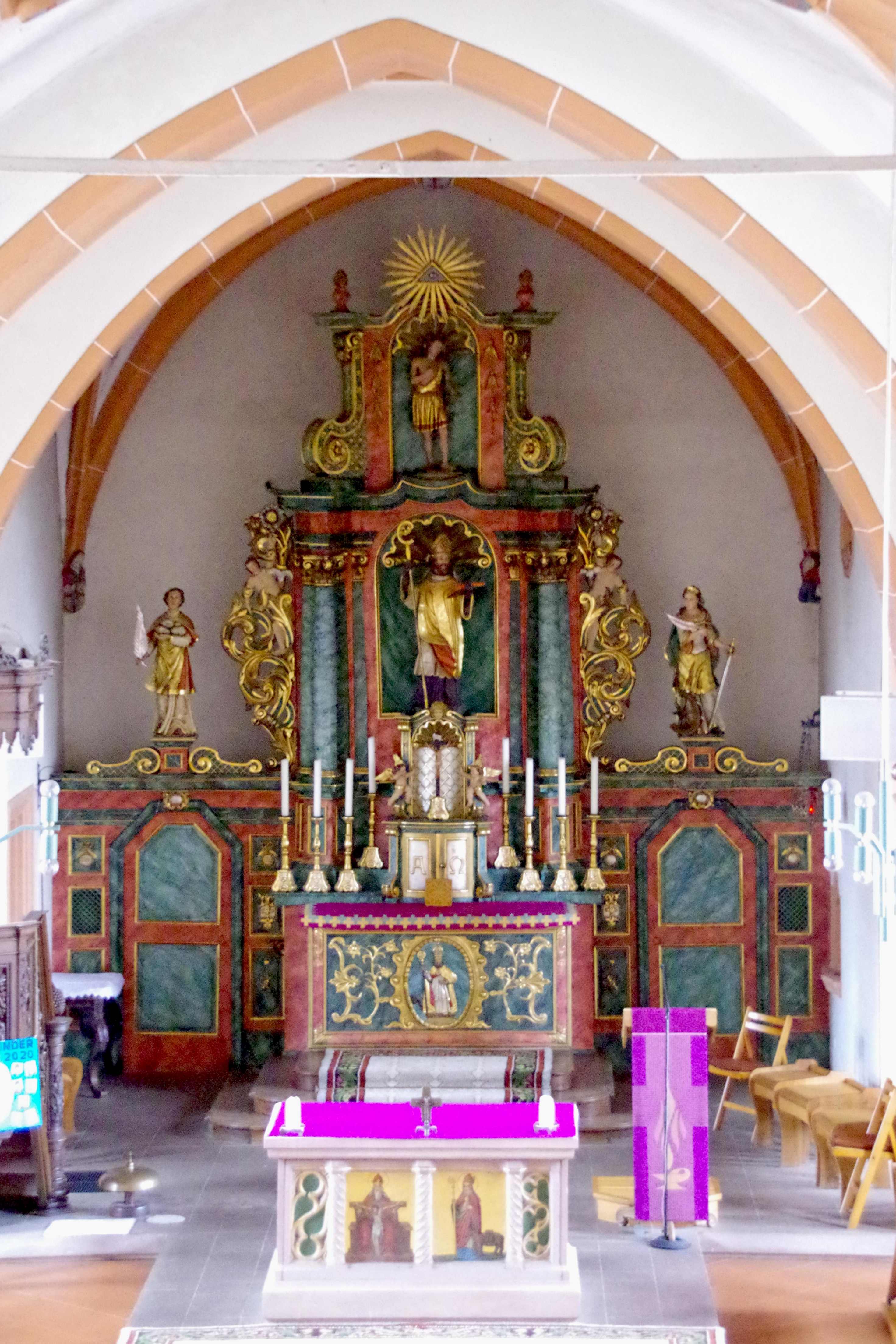
Barocker Hochaltar

Das Bauwerk ist in die Liste der Kulturdenkmäler in Rommersheim eingetragen und dem hl. Maximin von Trier geweiht.

## Geschichte

### Pfarrei
Die Rommersheimer Pfarrei zählt zu den ältesten Pfarreien im Prümer Land und ist Mutterpfarre von heute 17 eigenständigen Pfarrgemeinden, die ab dem 13. Jahrhundert nach und nach abgetrennt wurden. Im Jahr 1063 wurde die Pfarre erstmals urkundlich erwähnt. In diesem Jahr wurde das Gotteshaus durch den Trierer Erzbischof Eberhard geweiht. In der Urkunde wird weiterhin erwähnt, dass die Errichtung zur eigenständigen Pfarrei bereits früher, jedoch ohne Akte des Bischofs vollzogen worden ist. Vor der Pfarrerhebung gehörte die Kirche als Eigenkirche neben Mettendorf, Büdesheim und Seffern zu Prüm. Die Äbtissin der Benediktinerinnenabtei Niederprüm war mindestens seit dem 16. Jahrhundert Kollator des Altares. Bis um 1800 gehörte die Pfarre zum Dekanat Bitburg und fiel dann an das durch die Franzosen errichtete Landkapitel Kyllburg. Später gehörte Rommersheim zum Dekanat Prüm.
Seit 2004 gehört die Pfarre zum neu gegründeten Dekanat St. Willibrord Westeifel. Zum heutigen Pfarrgebiet zählen noch die Filialen Ellwerath und Giesdorf mit der Kapelle St. Apollinaris. Inzwischen gehört die Kirche zur Pfarreiengemeinschaft Prüm.

### Kirchengebäude
Über das 1063 erwähnte Gotteshaus ist nichts näheres bekannt. Die heutige Rommersheimer Kirche stammt in ihren ältesten Teilen aus dem Jahr 1498 und wurde im Baustil der Spätgotik erbaut. Im Jahr 1816 wurde der dreigeschossige Glockenturm als Ersatz für einen älteren an die Saalkirche angebaut. Anfang des 20. Jahrhunderts wurde die dreijochige Saalkirche mit Rechteckchor für die Gottesdienstgemeinde zu klein. Daraufhin plante der Trierer Architekt Julius Wirtz im Sinne der Reformarchitektur ein Querhaus für die bestehende Kirche. Von 1927 bis 1929 wurde das neue Querschiff errichtet. Dafür wurde der spätgotische Rechteckchor abgetragen und an der Ostseite des Querhauses originalgetreu wieder aufgebaut. Um den Chor herum wurde in Zusammenhang des Querschiffbaus eine Sakristei errichtet.

## Ausstattung
Von der Ausstattung sind der barocke Hochaltar aus der Zeit um 1715 mit Trennwänden aus dem Jahr 1728 sowie ein Beichtstuhl im Stil des Rokoko aus selber Zeit zu erwähnen. Der Taufstein wurde im Jahr 1711 geschaffen. Außerdem ist das Sterngewölbe im Innern der Kirche sehenswert.

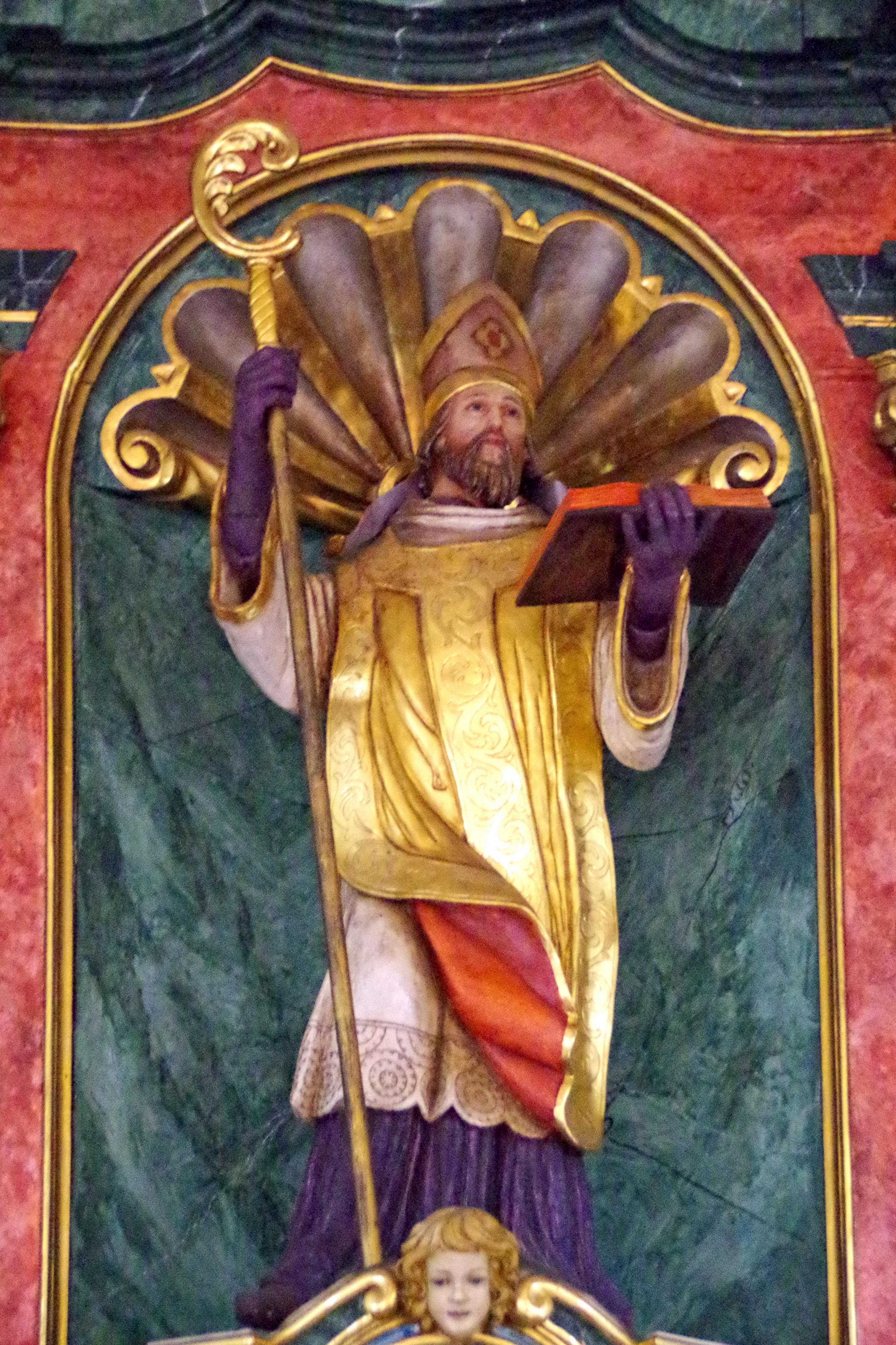
St. Maximinus (1715)
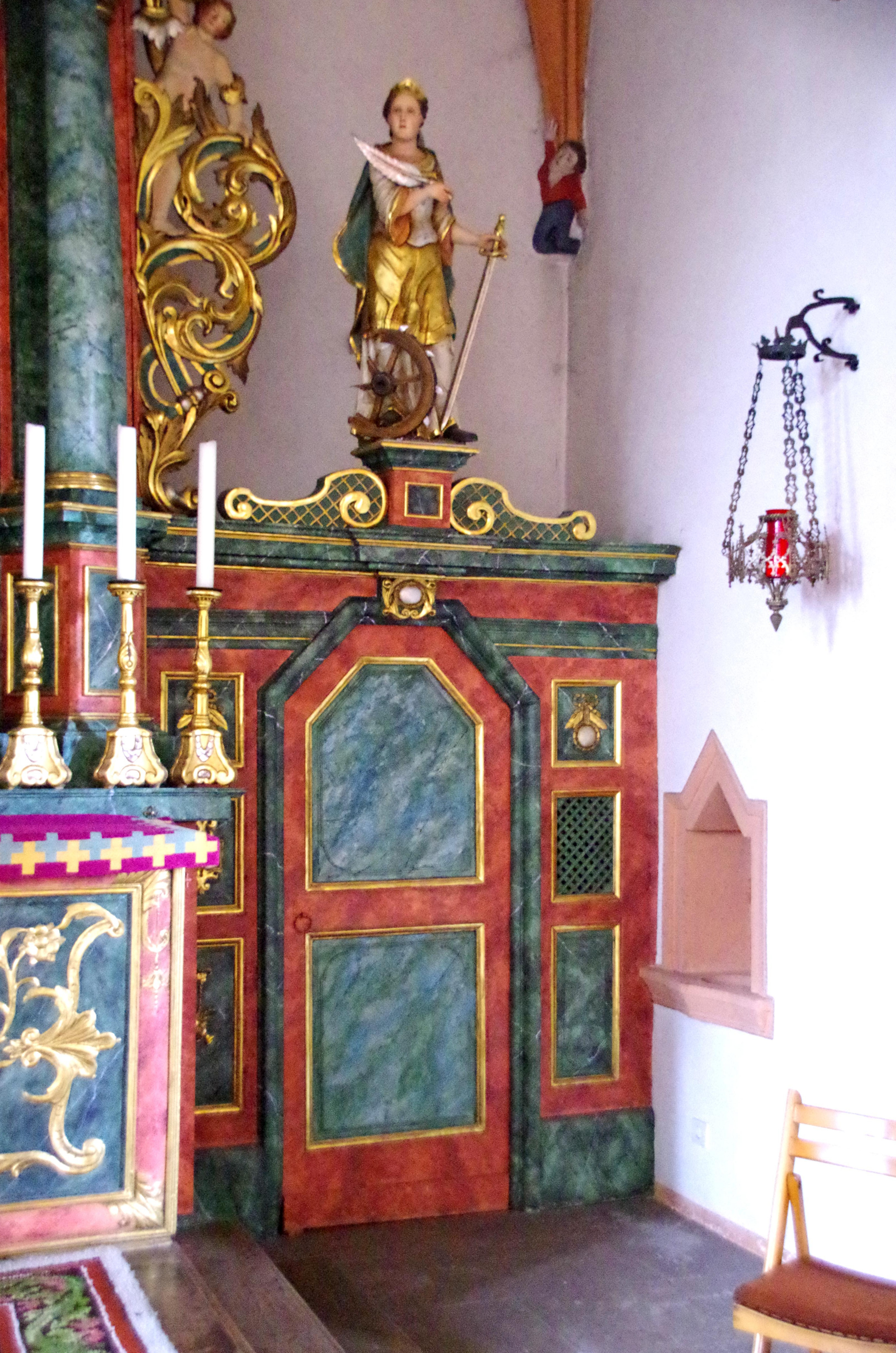
Trennwand (1728)
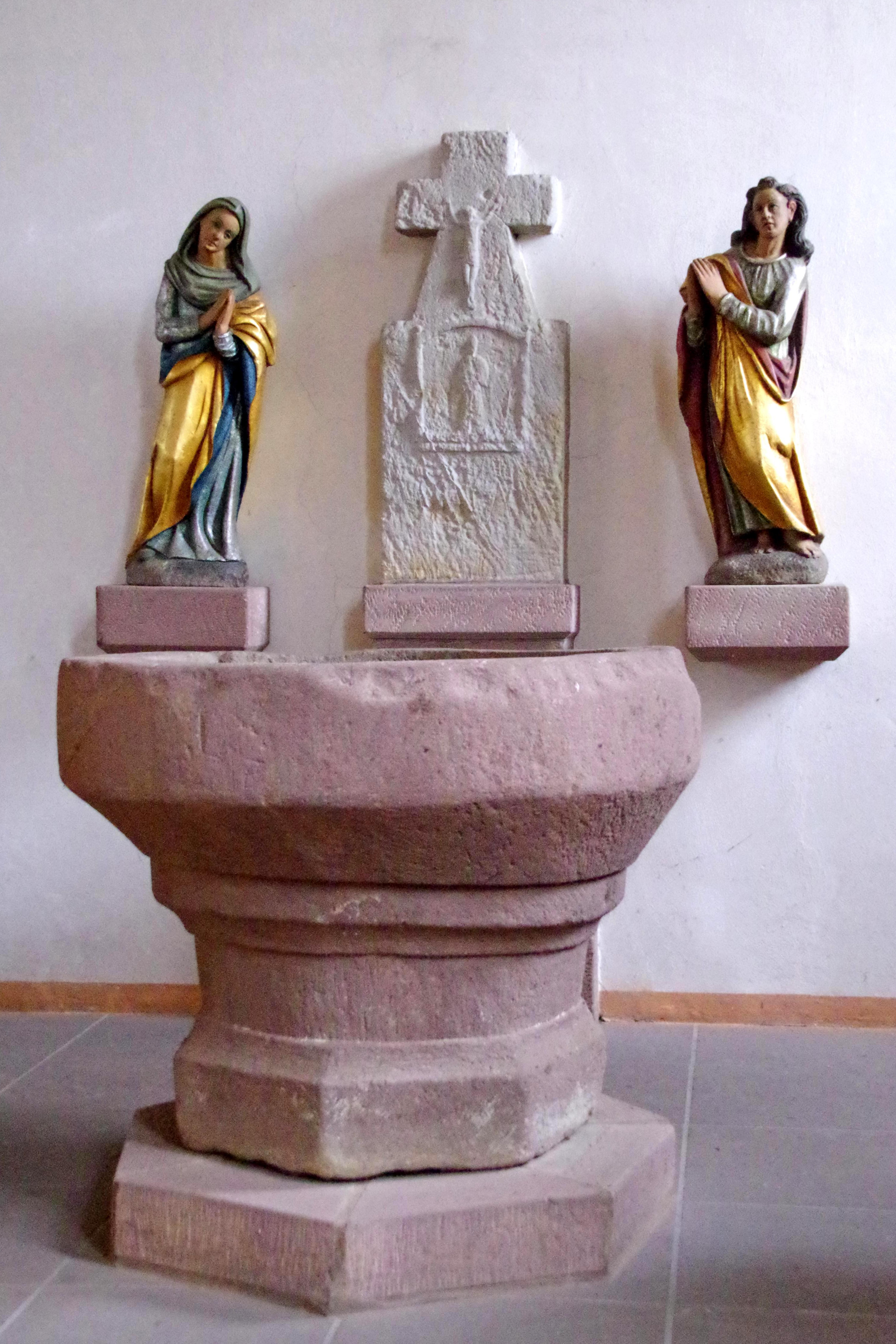
Taufbecken (1711)
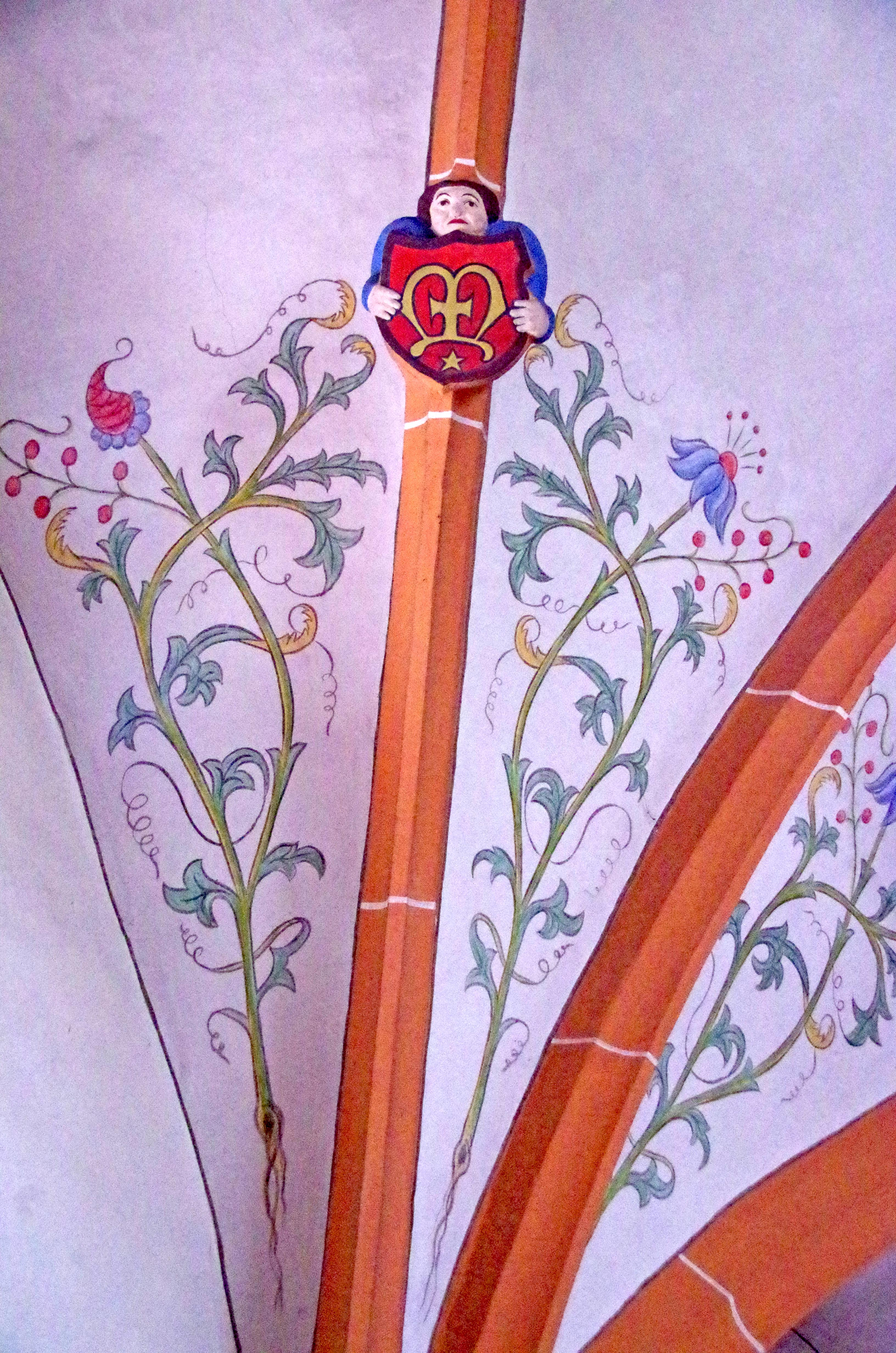
Deckendekor
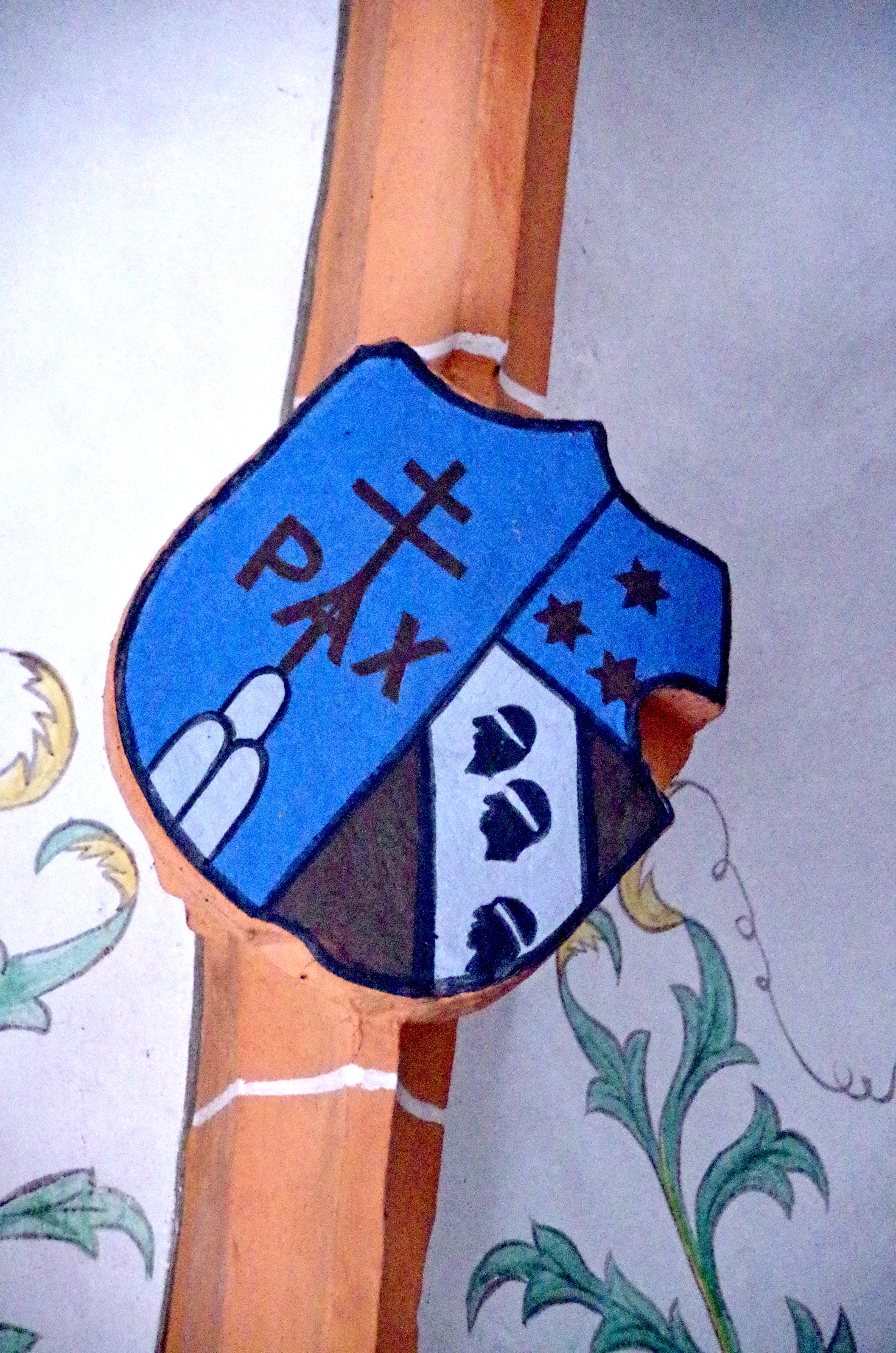
Gewölberippe-Wappen
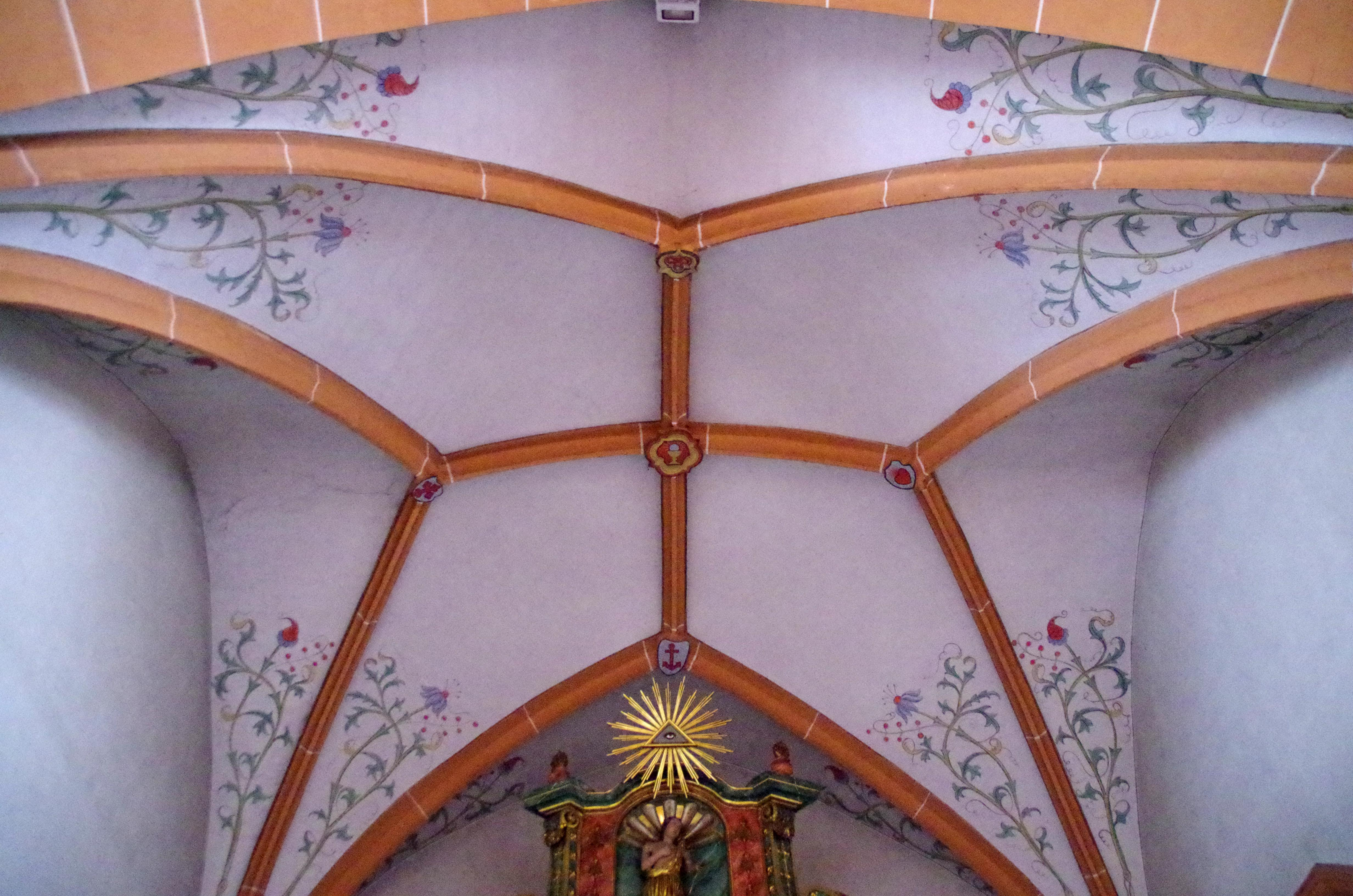
Sterngewölbe im Chor
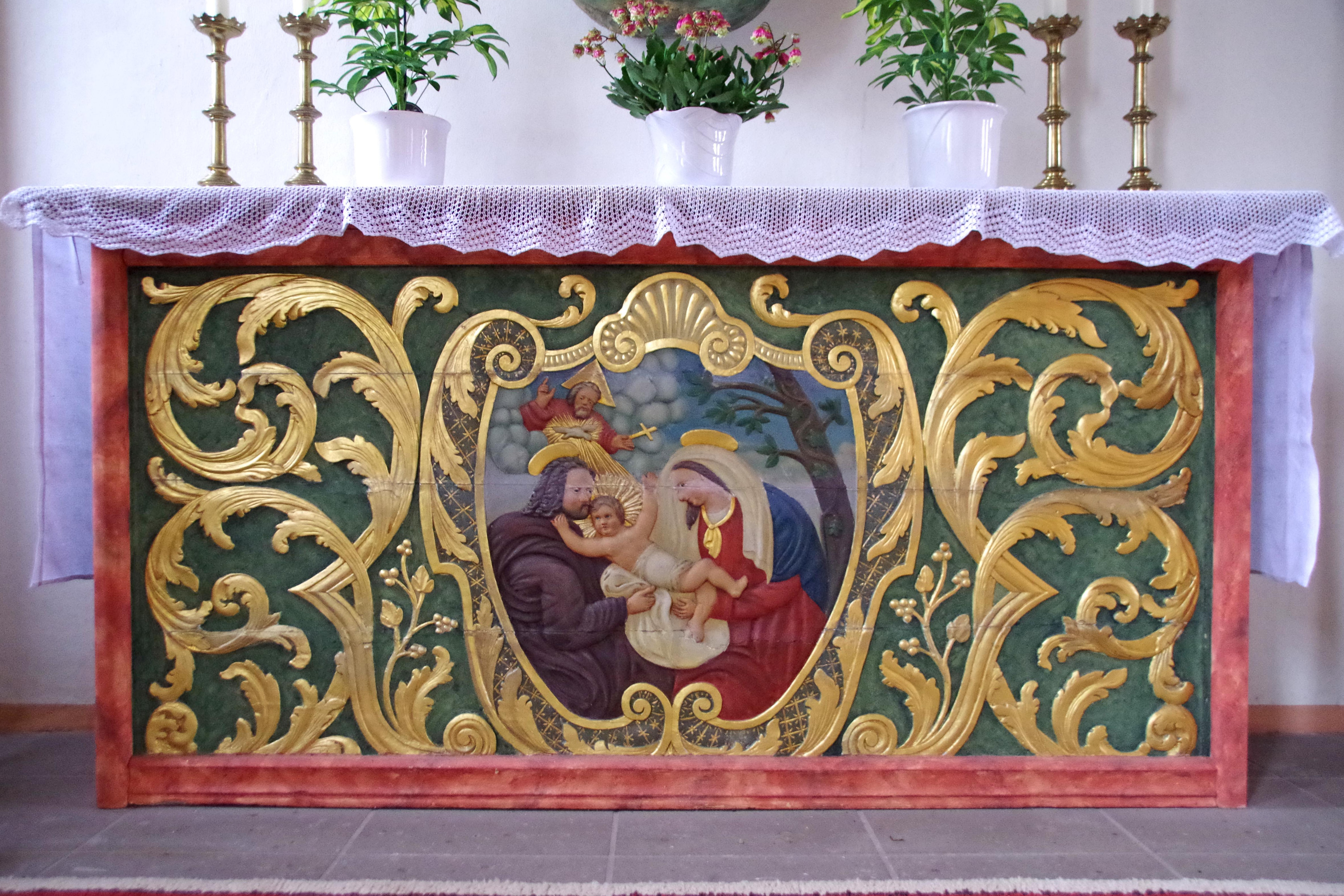
Antependium